# Precetti igienici
I Precetti igienici (o De tuenda sanitate praecepta) sono un'opera di Plutarco, nella quale egli indica quali azioni si devono compiere per mantenere un perfetto stato di salute. 

## Struttura
In breve, Plutarco afferma che il controllo del cibo, dell'attività fisica e di quella sessuale è necessario per prevenire qualsiasi malattia. Egli scrive che bisogna «mangiare senza saziarsi, non impigrirsi evitando le fatiche, risparmiare la sostanza del seme», ma non invita all'astinenza assoluta: è importante adottare un regime moderato, ma mai arrivare a un'astinenza che può rivelarsi nociva.

## Analisi critica
Il regime che Plutarco consiglia di seguire, però, non è descritto minuziosamente, come invece è stato fatto in altri trattati medici dell'epoca (si veda per esempio l'Igiene e La dieta dimagrante di Galeno); il trattato di Plutarco, infatti, ha carattere filosofico e contiene più che altro principi etici.
Il primo insegnamento di Plutarco è che bisogna controllare la quantità: bisogna mangiare soltanto quando la natura lo richiede. In altre parole, bisogna ingerire solamente il cibo necessario per la sopravvivenza, mentre i banchetti e le altre occasioni di festa sono pericolosi. Il secondo insegnamento riguarda invece la qualità del cibo: gli alimenti più salutari sono l'acqua, il brodo, il pane, gli ortaggi e la carne dei volatili e quella di alcuni tipi di pesce.